# Symbrenthia lucianus
Symbrenthia lucianus är en fjärilsart som beskrevs av Hans Fruhstorfer 1907. Symbrenthia lucianus ingår i släktet Symbrenthia och familjen praktfjärilar. Inga underarter finns listade i Catalogue of Life.